# Fernando Scherer
Pour les articles homonymes, voir Queiroz (homonymie) et Scherer.
Fernando de Queiroz Scherer, né le 6 octobre 1974 à Florianópolis, est un nageur brésilien. Il est surnommé Xuxa. Spécialiste du 50 m nage libre, il fut médaillé de bronze aux Jeux olympiques d'été de 1996 à Atlanta. Aux Jeux olympiques d'été de 2000 à Sydney, il faisait partie du relais brésilien, médaillé de bronze sur 4 × 100 m nage libre.
Il fut également deux fois champion du monde du 100 m nage libre en petit bassin, en 1993 à Palma de Majorque et en 1995 à Rio de Janeiro. Il a été désigné sportif brésilien de l'année en 1995.

## Carrière internationale

### 1993
Lors du championnat brésilien en petit bassin, le Trophée Jose Finkel à Santos le 7 juillet 1993, l'équipe brésilienne composée de Scherer, Teófilo Ferreira, José Carlos Souza et Gustavo Borges a battu le record du monde du 4 × 100 mètres nage libre avec un temps de 3 min 13 s 97 - trois centièmes de seconde de mieux que le record de l'équipe suédoise de 3 min 14 s 00 du 19 mars 1989. Le 5 décembre, le Brésil a de nouveau battu le record du monde, avec la même équipe, avec un temps de 3 min 12 s 11. Cette marque a été atteinte aux championnats du monde 1993, à Palma de Majorque, où Fernando Scherer a remporté ses premiers titres majeurs : l'or au 100 mètres nage libre et au 4 × 100 mètres nage libre, à 19 ans et après cinq ans d'expérience en natation de compétition. Avec cela, Fernando Scherer a été élu athlète révélation du Brésil. Il a également terminé huitième du 50 mètres nage libre,,,,,,,.

### 1994
Scherer a participé aux Championnats du monde de natation 1994 à Rome, où il a remporté la médaille de bronze au 4×100 mètres nage libre, avec Teófilo Ferreira, André Teixeira et Gustavo Borges. Scherer a également terminé 10e au 50 mètres nage libre et 14e au 100 mètres nage libre,,,,,,,.

### 1995
En 1995, Scherer a signé avec Flamengo. Il a été le premier nageur avec un contrat signé. En mars, il a participé aux Jeux panaméricains de 1995 en Argentine, où il est devenu champion du 50 mètres nage libre, deux médailles d'argent en 4 × 100 mètres nage libre et 4 × 200 mètres nage libre, et de bronze au 100 mètres libre. Il a été nommé athlète brésilien de l'année en 1995, après avoir remporté deux médailles d'or au 100 mètres nage libre et au 4 × 100 mètres nage libre aux Championnats du monde de natation en petit bassin 1995 à Rio de Janeiro. Dans le 4 × 100 mètres nage libre, il a ouvert avec un temps de 47,74 secondes dans les manches et un temps de 47,63 secondes dans la finale - un record sud-américain et de championnat. Il a également remporté une médaille d'argent au 50 mètres nage libre,,,,,,,.

### 1996
Aux Jeux olympiques d'été de 1996, à Atlanta, Scherer a remporté une médaille de bronze au 50 mètres nage libre, s'est classé 5e au 100 mètres nage libre et 4e au 4 × 100 mètres nage libre,,,,,,.

### 1997
1997 a été une mauvaise année pour Scherer. Il n'a pas pu nager en compétition pendant six mois après avoir éprouvé des problèmes à l'épaule gauche et aux deux genoux causés après les Jeux olympiques. Il a participé aux Championnats du monde de natation en petit bassin 1997, où il a terminé 13e au 100 mètres nage libre et 20e au 50 mètres nage libre,,,,,,.

### 1998
En 1998, Scherer a déménagé à Coral Springs, en Floride. Il a nagé aux Championnats du monde de natation 1998, à Perth, en Australie, où il a terminé huitième du 50 mètres nage libre, 17e du 100 mètres nage libre et sixième du 4 × 100 mètres nage libre. En août à New York, aux Goodwill Games, Scherer a battu le record sud-américain du 50 mètres nage libre avec un temps de 22,18 secondes, qui ne sera battu qu'en 2007 par César Cielo. Il a également battu le record du 100 mètres nage libre avec un temps de 48,69 secondes, inégalé jusqu'en 2006, également par Cielo. Avec cela, Scherer a atteint la première place du classement mondial dans les deux épreuves; il a reçu le titre de "Meilleur du monde" par le Swimming World Magazine et, pour la deuxième fois, le titre de meilleur athlète brésilien par COB. À cette époque, le record du monde du 50 mètres nage libre était de 21,81 secondes, établi par Tom Jager ; le record du monde du 100 mètres nage libre était de 48,21 secondes, établi par Alexander Popov. Fin 1998, Scherer a battu le troisième record du monde consécutif par une équipe de relais brésilienne au 4 × 100 mètres nage libre en petit bassin. Le 20 décembre, peu après la fin du Trophée Jose Finkel, l'équipe de Scherer, Carlos Jayme, Alexandre Massura et Gustavo Borges, dans l'ordre, est tombée dans la poule du Club de Regatas Vasco da Gama et a enregistré un temps de 3:10.45; un record qui sera battu en 2000 par l'équipe suédoise. Dans cette compétition, Scherer avait également battu les records sud-américains en petit bassin du 50 mètres nage libre avec un temps de 21,44 secondes, du 100 mètres nage libre avec un temps de 47,17 secondes et du record brésilien du 100 mètres papillon. avec un temps de 53,13 secondes. Au 50 mètres nage libre, Scherer a été 0,13 seconde plus lent que le record du monde de Mark Foster de 21,31 secondes, obtenu le 13 décembre. Il a également frôlé le record du monde du 100 mètres nage libre en 46,74 secondes. par Popov en 1994. Scherer a également été élu meilleur nageur du monde, en 1998, par la FINA,,,,,,,,,,.

### 1999
En mars 1999, Scherer a battu le record sud-américain du 50 mètres papillon deux fois en une semaine. Cette année également, Scherer a participé aux Jeux panaméricains de 1999 à Winnipeg, au cours desquels le Brésil a obtenu ses meilleurs résultats en natation de tous les temps. L'équipe brésilienne de relais 4 × 100 mètres quatre nages composée d'Alexandre Massura, Marcelo Tomazini, Gustavo Borges et Scherer a remporté la course pour la première fois de l'histoire du Pan, avec un temps de 3:40.27, battant les records panaméricains et sud-américains et obtenant une place aux Jeux olympiques d'été de 2000. Scherer a également remporté la médaille d'or au 50 mètres nage libre, 100 mètres nage libre et 4 × 100 mètres nage libre et a battu le record sud-américain de cette dernière course, devenant le premier Brésilien à remporter quatre médailles d'or aux mêmes Jeux panaméricains,,,,,,,.

### 2000
Cette année, Scherer a renoncé à toutes les compétitions pour se préparer aux Jeux olympiques d'été de 2000 à Sydney. Cependant, après un accident dans l'escalier de sa maison, il s'est foulé la cheville et s'est partiellement déchiré le ligament, ce qui lui a presque coûté les Jeux. Bien que sa blessure ait affecté sa performance - il n'utilisait pratiquement pas ses jambes -, Scherer a remporté le bronze du 4x100 mètres nage libre et a participé à deux autres qualificatifs, se classant 12e du 4x100 mètres quatre nages et 20e du 50 mètres libre,,,,,,.

### 2003
Aux Championnats du monde de natation 2003 à Barcelone, Scherer a battu son propre record sud-américain au 50 mètres papillon avec un temps de 23,86 secondes. Il est allé en finale, terminant 8e. Il a également terminé 23e au 50 mètres nage libre et 12e au 4 × 100 mètres nage libre. À l'âge de 29 ans, Scherer a participé à ses troisièmes Jeux panaméricains à Saint-Domingue, où il a aidé le Brésil à remporter 21 médailles en natation, le record de tous les temps du Brésil. Scherer a remporté l'or au 50 mètres nage libre, battant le champion olympique Gary Hall Jr. et le champion du monde José Meolans, et l'or au 4 × 100 mètres nage libre,,,,,,,,,,,.

### 2004
En mai, Scherer a égalé son record sud-américain de 23,86 secondes au 50 mètres papillon. Aux Jeux olympiques d'été de 2004 à Athènes, il n'a nagé qu'une seule course, se classant 11e au 50 mètres nage libre,.

### 2005

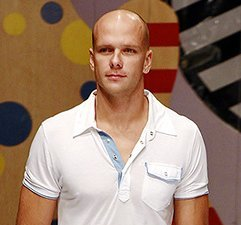
Fernando Scherer, 2006.

Âgé de 30 ans, Fernando Scherer a participé aux championnats du monde 2005 à Montréal, où le 24 juin, il a battu le record sud-américain du 50 mètres papillon en demi-finale avec un temps de 23 s 55, un record battu en 2009 par César Cielo. Scherer a terminé cinquième de la finale. Il a également terminé à la 24e place du 50 mètres nage libre,,,,.

### 2007
En 2007, Scherer a pris sa retraite de la natation de compétition.

## Palmarès

### Jeux olympiques
- Jeux olympiques de 1996 à Atlanta (États-Unis) :
  -  Médaille de bronze du 50 m nage libre

- Jeux olympiques de 2000 à Sydney (Australie) :
  -  Médaille de bronze du relais 4 × 100 m nage libre

### Championnats du monde

#### En grand bassin
- Championnats du monde 1994 à Rome (Italie) :
  -  Médaille de bronze du 4 × 100 m nage libre

#### En petit bassin
- Championnats du monde 1993 à Palma de Majorque
  -  Médaille d'or du 100 m nage libre
  -  Médaille d'or du 4 × 100 m nage libre

- Championnats du monde 1995 à Rio de Janeiro
  -  Médaille d'or du 100 m nage libre
  -  Médaille d'or du 4 × 100 m nage libre
  -  Médaille d'argent du 50 m nage libre

### Jeux Panaméricains
- Jeux Panaméricains 1995 à Mar del Plata (Argentine) :
  -  médaille d'or sur le 50 m nage libre.
  -  médaille d'argent sur le relais 4 × 100 m nage libre.
  -  médaille d'argent sur le relais 4 × 200 m nage libre.
  -  médaille d'argent sur le relais 4 × 100 4 nages.
  -  médaille de bronze sur le 100 m nage libre.

- Jeux Panaméricains 1999 à Winnipeg (Canada) :
  -  médaille d'or sur le 50 m nage libre.
  -  médaille d'or sur le 100 m nage libre.
  -  médaille d'or sur le relais 4 × 100 m nage libre.
  -  médaille d'or sur le relais 4 × 100 4 nages.

- Jeux Panaméricains 2003 à Saint-Domingue (République dominicaine) :
  -  médaille d'or sur le 50 m nage libre.
  -  médaille d'or sur le relais 4 × 100 m nage libre.